# 杜米
杜米（法語：Doumy，法語發音：[dumi]）是法国大西洋比利牛斯省的一个市镇，位于该省东北部，属于波城区。

## 地理
杜米（43°26'49"N, 0°22'33"W）面积6.39 平方千米，位于法国新阿基坦大区大西洋比利牛斯省，该省份为法国东南部省份，涵盖了贝阿恩与北巴斯克，西临大西洋比斯開灣，北至朗德省，东北接热尔省，东临上比利牛斯省，南与西班牙接壤。
与杜米接壤的市镇（或旧市镇、城区）包括：阿尔热洛斯、布尔诺斯、科比奥斯-洛斯、隆松、纳瓦耶-昂戈斯、索瓦尼翁、塞比、维旺。
杜米的时区为UTC+01:00、UTC+02:00（夏令时）。

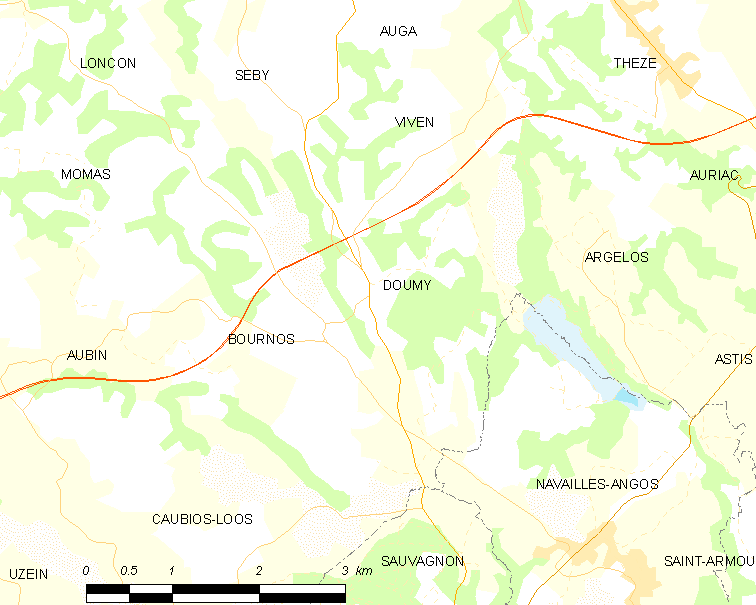
杜米的OSM定位图

## 行政
杜米的邮政编码为64450，INSEE市镇编码为64203。

## 政治
杜米所属的省级选区为吕伊河土地和维克比伊山坡县。

## 人口

1962-2008年间杜米人口变化图示

杜米于2022年1月1日时的人口数量为327人。